# Protartessus spinosus
Protartessus spinosus är en insektsart som beskrevs av Evans 1936. Protartessus spinosus ingår i släktet Protartessus och familjen dvärgstritar. Inga underarter finns listade i Catalogue of Life.